# Bosnia y Herzegovina en los Juegos Paralímpicos de Tokio 2020
Bosnia y Herzegovina estuvo representada en los Juegos Paralímpicos de Tokio 2020 por un total de quince deportistas, catorce hombres y una mujer.

## Medallistas
El equipo paralímpico bosnio obtuvo las siguientes medallas:
| Nombre | Deporte          | Evento           |
| --- | ---------------- | ---------------- |
| Oro |                  |                  |
| — |                  |                  |
| Plata |                  |                  |
| — |                  |                  |
| Bronce |                  |                  |
| Jasmin Brkić Stevan Crnobrnja Safet Alibašić Nizam Čančar Sabahudin Delalić Mirzet Duran Ismet Godinjak Dževad Hamzić Ermin Jusufović Adnan Manko Asim Medić | Voleibol sentado | Torneo masculino |